# Сви заједно
Сви заједно је албум београдског хип хоп састава под именом Београдски Синдикат, који је изашао 2005. године.

## Нумере
1. „Крећемо у напад“  – 1:33
2. „Ја у животу имам све“  – 3:46
3. „Заједно“  – 3:56
4. „СБС“  – 4:36
5. „Део прошлости“  – 6:28
6. „Љига“  – 3:38
7. „Пороци Београда“  – 3:55
8. „Живот је превара“  – 5:09
9. „Стотка“  – 3:05
10. „Алал вера“  – 4:15
11. „Само за БГД“  – 4:59
12. „Нико не може да зна“  – 5:23
13. „Од срања се не бежи“  – 4:15
14. „Једноставност и суштина“  – 4:50
15. „Право кроз ветар“  – 4:30
16. „Повратак“  – 6:42
17. „Ми смо та екипа“ – 2:53
18. „Јебем ли ти матер“ – 4:38
19. „Ново светско чудо“ – 3:54
20. „Живина“ – 6:09
21. „Але але“ – 4:26
22. „Говор“ – 1:18
23. „Да се зна“ – 1:18
24. „Само један дан“ – 5:13